# دانييل ليندغرين
دانييل ليندغرين (بالسويدية: Daniel Lindgren)‏ (و. 1986  م) هو لاعب كرة يد، من السويد.